# Intelligenza ambientale
La nozione di intelligenza ambientale (in inglese ambient intelligence e in sigla AmI), attualmente riguarda lo scenario nel quale gli uomini vivono circondati da una tecnologia informatica e telematica, ovvero da dispositivi con capacità computazionali e di connessione in rete, che si mettono a loro disposizione in modo non invadente.
Questo concetto è stato sviluppato dall'ISTAG, Information Society Technologies Advisory Group, gruppo di consulenza della direzione generale Società dell'informazione e mezzi di comunicazione della Commissione europea. La prospettiva dell'AmI pone in rilievo le caratteristiche di user-friendliness, il supporto a servizi efficienti e distribuiti, il potenziamento degli utenti e il sostegno alle interazioni umane. Questa visione assume che si verifichi un avanzamento dalla attuale disponibilità di personal computer verso la diffusione di dispositivi di vari generi inseriti in modo non invadente nei nostri ambienti e accessibili attraverso interfacce intelligenti.
Per far diventare l'AmI una realtà sono necessarie svariate tecnologie chiave:
- hardware non invadente (miniaturizzazione, nanotecnologia, dispositivi intelligenti, sensori ecc.);
- infrastruttura di comunicazione basata sul Web con componenti fisse e mobili priva di smagliature (dotata di interoperabilità, reti cablate e wireless ecc.);
- dispositivi di rete largamente distribuiti;
- interfacce con le quali si possa interagire in modo naturale (agenti intelligenti, interfacce multimodali, modelli di consapevolezza del contesto ecc.);
- affidabilità e sicurezza (software autoverificante e autocorrettore, tecnologia che assicuri la riservatezza ecc).

In sintesi sono necessari sistemi e tecnologie altamente sensibili, responsivi, interconnessi, contestualizzati, trasparenti e intelligenti.